# Campeonato Peruano de Futebol de 2024 – Primeira Divisão
A Liga 1 2024 (oficialmente conhecida como Liga 1 Te Apuesto 2024 por questões de patrocínio) foi a 108ª edição da principal divisão do futebol peruano e a 5ª com o nome de Liga 1. A competição esteve a cargo da Federação Peruana de Futebol, entidade máxima do futebol no Peru, que organiza e controla o desenvolvimento do torneio através do Comitê Organizador de Competições.
A competição teve início em 26 de janeiro e encerrou em 3 de novembro de 2024. Os jogos da temporada foram sorteados no dia 8 de janeiro de 2024.
O Universitario é o atual campeão do torneio e se tornou bicampeão após vencer ambos os torneios disputados.

## Regulamento

### Sistema de disputa
Nos torneios, chamados Apertura e Clausura, será jogado em um sistema de todos contra todos durante 17 rodadas. O time que terminar em primeiro lugar será o campeão.

### Definição do título
Para definir o título do campeonato, os vencedores dos torneios Apertura e Clausura junto com os dois primeiros times colocados na Tabela de classificação geral, seguindo as seguintes considerações:
- Se os campeôes do Apertura e do Clausura, e os 2 primeiros do acumulado são equipes diferentes, ocorrerá a disputa com semifinais e final.
- Se um time ganhar o Apertura ou o Clausura, e estiver entre os 2 primeiros do acumulado, ela se classifica diretamente para a final. Seu rival será decidido entre o outro ganhador de um dos torneios e a outra equipe do acumulado.
- Se as equipes ganhadoras dos torneios também forem as 2 primeiras do acumulado, ocorrerá somente a decisão final entre os dois times.
- Se um time vencer ambos os torneios, será automaticamente o campeão nacional.

### Vagas em competições internacionais
A Federação Peruana de Futebol tem direito a 8 vagas para os torneios internacionais, que se distribuem da seguinte forma:

#### Copa Libertadores da América de 2025
- Perú 1: Campeão da Liga 1
- Perú 2: Vice-campeão da Liga 1
- Perú 3: Terceiro lugar da Liga 1
- Perú 4: Quarto lugar da Liga 1

#### Copa Sul-Americana de 2025
- Perú 1: Quinto lugar da Liga 1
- Perú 2: Sexto lugar da Liga 1
- Perú 3: Sétimo lugar da Liga 1
- Perú 4: Oitavo lugar da Liga 1

### Rebaixamento para a Liga 2
Ao final do torneio, as equipes que ocuparem a 17ª e 18ªª colocação na tabela geral serão rebaixados de divisão e disputarão a Liga 2 de 2025.

## Participantes
Um total de 18 equipes competem na liga: as 16 primeiras classificadas na tabela acumulada da Liga 1 2023, a campeã e a vice-campeã da Liga 2 2023.
| Clube               | Promovido como              |
| ------------------- | --------------------------- |
| Comerciantes Unidos | Campeão da Liga 2 2023      |
| Los Chankas         | Vice-campeão da Liga 2 2023 |

| Club                | Rebaixado como                   |
| ------------------- | -------------------------------- |
| Binacional          | 17.º na tabela acumulada de 2023 |
| Deportivo Municipal | 18.º na tabela acumulada de 2023 |
| Cantolao            | 19.º na tabela acumulada de 2023 |

### Informações dos clubes
| Time                      | Cidade      | Região       | Estádio (mando)           | Capacidade | Títulos (último)    |
| ------------------------- | ----------- | ------------ | ------------------------- | ---------- | ------------------- |
| ADT                       | Tarma       | Junín        | Estádio Huancayo          | 20 000     | 0 (nenhum)          |
| Alianza Atlético          | Sullana     | Piúra        | Estádio Melanio Coloma    | 4 000      | 0 (nenhum)          |
| Alianza Lima              | Lima        | Lima         | Alejandro Villanueva      | 35 000     | 25 (último em 2022) |
| Atlético Grau             | Piura       | Piúra        | Estádio Miguel Grau       | 7 000      | 0 (nenhum)          |
| Carlos A. Mannucci        | Trujillo    | La Libertad  | Mansiche                  | 25 000     | 0 (nenhum)          |
| Comerciantes Unidos       | Cutervo     | Cajamarca    | Juan Maldonado Gamarra    | 8 000      | 0 (nenhum)          |
| Cienciano                 | Cusco       | Cusco        | Inca Garcilaso de la Vega | 45 000     | 0 (nenhum)          |
| Cusco                     | Cusco       | Cusco        | Inca Garcilaso de la Vega | 45 000     | 0 (nenhum)          |
| Deportivo Garcilaso       | Cusco       | Cusco        | Inca Garcilaso de la Vega | 45 000     | 0 (nenhum)          |
| Los Chankas               | Andahuaylas | Apurímaque   | Estádio Los Chankas       | 10 000     | 0 (nenhum)          |
| Melgar                    | Arequipa    | Arequipa     | Monumental de la UNSA     | 60 000     | 2 (último em 2015)  |
| Sport Boys                | Callao      | Callao       | Miguel Grau               | 17 000     | 6 (último em 1984)  |
| Sport Huancayo            | Huancayo    | Junín        | Huancayo                  | 20 000     | 0 (nenhum)          |
| Sporting Cristal          | Lima        | Lima         | Alberto Gallardo          | 11 600     | 20 (último em 2020) |
| Unión Comercio            | Tarapoto    | São Martinho | Carlos Vidaurre García    | 7 000      | 3 (último em 2010)  |
| Universidad César Vallejo | Trujillo    | La Libertad  | Mansiche                  | 25 000     | 0 (nenhum)          |
| Universitario             | Lima        | Lima         | Monumental                | 80 093     | 27 (atual campeão)  |
| UTC                       | Cajamarca   | Cajamarca    | Héroes de San Ramón       | 18 000     | 0 (nenhum)          |

### Número de times por região
| N° de times | Região       | Time(s)                                        |
| ----------- | ------------ | ---------------------------------------------- |
| 3           | Cusco        | Cienciano, Cusco e Deportivo Garcilaso         |
| 3           | Lima         | Alianza Lima, Sporting Cristal e Universitario |
| 2           | Cajamarca    | Comerciantes Unidos e UTC                      |
| 2           | Junín        | ADT e Sport Huancayo                           |
| 2           | La Libertad  | Carlos A. Mannucci e Universidad César Vallejo |
| 2           | Piúra        | Alianza Atlético e Atlético Grau               |
| 1           | Apurímaque   | Los Chankas                                    |
| 1           | Arequipa     | Melgar                                         |
| 1           | Callao       | Sport Boys                                     |
| 1           | São Martinho | Unión Comercio                                 |

## Torneo Apertura

### Classificação
| Pos | Equipe                    | Pts | J  | V  | E | D  | GP | GC | SG  | Classificação                                     |
| --- | ------------------------- | --- | -- | -- | - | -- | -- | -- | --- | ------------------------------------------------- |
| 1   | Universitario (C)         | 40  | 17 | 12 | 4 | 1  | 32 | 7  | +25 | Playoffs e fase de grupos da Libertadores de 2025 |
| 2   | Sporting Cristal          | 40  | 17 | 13 | 1 | 3  | 44 | 20 | +24 |                                                   |
| 3   | Melgar                    | 38  | 17 | 12 | 2 | 3  | 36 | 19 | +17 |                                                   |
| 4   | Alianza Lima              | 33  | 17 | 11 | 0 | 6  | 32 | 16 | +16 |                                                   |
| 5   | Cusco                     | 29  | 17 | 9  | 2 | 6  | 22 | 21 | +1  |                                                   |
| 6   | ADT                       | 28  | 17 | 8  | 4 | 5  | 29 | 24 | +5  |                                                   |
| 7   | Cienciano                 | 26  | 17 | 6  | 8 | 3  | 20 | 20 | 0   |                                                   |
| 8   | Comerciantes Unidos       | 22  | 17 | 6  | 4 | 7  | 22 | 31 | −9  |                                                   |
| 9   | Los Chankas               | 21  | 17 | 6  | 3 | 8  | 25 | 26 | −1  |                                                   |
| 10  | Universidad César Vallejo | 20  | 17 | 4  | 8 | 5  | 19 | 24 | −5  |                                                   |
| 11  | Atlético Grau             | 19  | 17 | 4  | 7 | 6  | 19 | 17 | +2  |                                                   |
| 12  | Sport Boys                | 19  | 17 | 5  | 4 | 8  | 18 | 20 | −2  |                                                   |
| 13  | Sport Huancayo            | 19  | 17 | 5  | 4 | 8  | 18 | 29 | −11 |                                                   |
| 14  | UTC                       | 16  | 17 | 4  | 4 | 9  | 21 | 29 | −8  |                                                   |
| 15  | Deportivo Garcilaso       | 14  | 17 | 3  | 5 | 9  | 20 | 26 | −6  |                                                   |
| 16  | Alianza Atlético          | 14  | 17 | 3  | 5 | 9  | 11 | 19 | −8  |                                                   |
| 17  | Carlos A. Mannucci        | 14  | 17 | 3  | 5 | 9  | 11 | 34 | −23 |                                                   |
| 18  | Unión Comercio            | 9   | 17 | 1  | 6 | 10 | 17 | 34 | −17 |                                                   |

### Desempenho por rodada
Clubes que lideraram o campeonato ao final de cada rodada:
|          | 1ª  | 2ª  | 3ª  | 4ª  | 5ª  | 6ª  | 7ª  | 8ª  | 9ª  | 10ª | 11ª | 12ª | 13ª | 14ª | 15ª | 16ª | 17ª |
| Apertura | SPC | SPC | UNI | UNI | SPC | SPC | SPC | UNI | SPC | SPC | SPC | SPC | UNI | SPC | UNI | SPC | UNI |

Clubes que ficaram na última posição do campeonato ao final de cada rodada:
|          | 1ª  | 2ª  | 3ª  | 4ª  | 5ª  | 6ª  | 7ª  | 8ª  | 9ª  | 10ª | 11ª | 12ª | 13ª | 14ª | 15ª | 16ª | 17ª |
| Apertura | CAM | GAR | GAR | GAR | CAM | CAM | GAR | UCO | UCO | UCO | UCO | UCO | UCO | UCO | UCO | UCO | UCO |

### Resultados
| Mandante \ Visitante      | ADT | AAS | ALI | CAG | CAM | CIE | COM | CUS | GAR | CHA | MEL | SBA | SHU | CRI | UCO | UCV | UNI | UTC |
| ------------------------- | --- | --- | --- | --- | --- | --- | --- | --- | --- | --- | --- | --- | --- | --- | --- | --- | --- | --- |
| ADT                       | —   | —   | 2–0 | —   | 4–0 | 1–1 | 2–0 | —   | 2–2 | —   | —   | —   | —   | —   | —   | 1–0 | 2–0 | 2–1 |
| Alianza Atlético          | 1–2 | —   | 0–2 | —   | 0–0 | 0–1 | —   | —   | 3–0 | —   | —   | —   | —   | —   | 2–0 | 1–1 | —   | 2–0 |
| Alianza Lima              | —   | —   | —   | 2–0 | —   | —   | 5–1 | —   | 3–2 | 3–0 | —   | 3–0 | —   | 1–2 | —   | 2–1 | 0–1 | 1–0 |
| Atlético Grau             | 2–2 | 1–1 | —   | —   | 3–0 | 1–1 | —   | 4–0 | —   | —   | 1–2 | 0–0 | 0–0 | —   | 1–0 | —   | —   | —   |
| Carlos A. Mannucci        | —   | —   | 0–4 | —   | —   | —   | 1–3 | —   | 1–1 | 2–1 | —   | 1–0 | —   | 0–4 | —   | 0–0 | 0–4 | 2–0 |
| Cienciano                 | —   | —   | 2–1 | —   | 2–2 | —   | 1–0 | —   | 0–2 | —   | —   | 3–2 | —   | 2–2 | —   | 1–1 | 0–0 | 1–1 |
| Comerciantes Unidos       | —   | 0–0 | —   | 2–2 | —   | —   | —   | 0–1 | —   | 3–2 | 0–0 | —   | 3–2 | 0–1 | 3–1 | —   | —   | —   |
| Cusco                     | 3–2 | 2–0 | 3–0 | —   | 3–0 | 2–0 | —   | —   | 1–0 | —   | —   | —   | —   | —   | 1–0 | —   | —   | 1–1 |
| Deportivo Garcilaso       | —   | —   | —   | 0–0 | —   | —   | 1–2 | —   | —   | 1–1 | 1–3 | —   | 0–2 | 2–3 | —   | 2–0 | 2–2 | —   |
| Los Chankas               | 2–0 | 2–0 | —   | 0–1 | —   | 1–2 | —   | 2–0 | —   | —   | 2–2 | 2–0 | 6–0 | —   | 2–1 | —   | —   | —   |
| Melgar                    | 3–1 | 1–0 | 1–0 | —   | 2–0 | 2–0 | —   | 2–3 | —   | —   | —   | 2–1 | 4–1 | —   | 2–1 | —   | —   | —   |
| Sport Boys                | 1–0 | 0–0 | —   | —   | —   | —   | 1–1 | 3–0 | 2–0 | —   | —   | —   | —   | 1–3 | 0–0 | 2–0 | 1–2 | —   |
| Sport Huancayo            | 0–2 | 4–0 | 0–2 | —   | 1–0 | 1–2 | —   | 2–0 | —   | —   | —   | 1–0 | —   | —   | 2–2 | —   | —   | 1–1 |
| Sporting Cristal          | 6–2 | 2–1 | —   | 1–0 | —   | —   | —   | 2–0 | —   | 4–1 | 1–2 | —   | 4–0 | —   | 5–1 | —   | —   | —   |
| Unión Comercio            | 2–2 | —   | 1–3 | —   | 2–2 | 1–1 | —   | —   | 0–4 | —   | —   | —   | —   | —   | —   | 2–2 | 1–2 | 2–0 |
| Universidad César Vallejo | —   | —   | —   | 2–1 | —   | —   | 3–1 | 2–2 | —   | 1–1 | 3–2 | —   | 1–1 | 2–1 | —   | —   | 0–0 | —   |
| Universitario             | —   | 1–0 | —   | 1–0 | —   | —   | 6–0 | 1–0 | —   | 4–0 | 2–0 | —   | 2–0 | 4–1 | —   | —   | —   | —   |
| UTC                       | —   | —   | —   | 3–2 | —   | —   | 2–3 | —   | 1–0 | 2–0 | 2–6 | 2–4 | —   | 1–2 | —   | 4–0 | 0–0 | —   |

## Torneo Clausura

### Classificação
| Pos | Equipe                    | Pts | J  | V  | E | D  | GP | GC | SG  | Classificação                                     |
| --- | ------------------------- | --- | -- | -- | - | -- | -- | -- | --- | ------------------------------------------------- |
| 1   | Universitario (C)         | 37  | 17 | 11 | 4 | 2  | 31 | 8  | +23 | Playoffs e fase de grupos da Libertadores de 2025 |
| 2   | Alianza Lima              | 36  | 17 | 11 | 3 | 3  | 25 | 11 | +14 |                                                   |
| 3   | Sporting Cristal          | 34  | 17 | 10 | 4 | 3  | 47 | 15 | +32 |                                                   |
| 4   | Melgar                    | 32  | 17 | 9  | 5 | 3  | 30 | 16 | +14 |                                                   |
| 5   | Atlético Grau             | 32  | 17 | 8  | 8 | 1  | 25 | 11 | +14 |                                                   |
| 6   | Cusco                     | 31  | 17 | 9  | 4 | 4  | 28 | 23 | +5  |                                                   |
| 7   | Alianza Atlético          | 30  | 17 | 8  | 6 | 3  | 17 | 15 | +2  |                                                   |
| 8   | Cienciano                 | 26  | 17 | 8  | 2 | 7  | 28 | 24 | +4  |                                                   |
| 9   | ADT                       | 23  | 17 | 6  | 5 | 6  | 18 | 16 | +2  |                                                   |
| 10  | Deportivo Garcilaso       | 23  | 17 | 7  | 2 | 8  | 17 | 17 | 0   |                                                   |
| 11  | Sport Huancayo            | 19  | 17 | 5  | 4 | 8  | 21 | 28 | −7  |                                                   |
| 12  | Los Chankas               | 18  | 17 | 4  | 6 | 7  | 17 | 21 | −4  |                                                   |
| 13  | Carlos A. Mannucci        | 17  | 17 | 4  | 5 | 8  | 23 | 30 | −7  |                                                   |
| 14  | Sport Boys                | 16  | 17 | 4  | 4 | 9  | 14 | 31 | −17 |                                                   |
| 15  | UTC                       | 15  | 17 | 3  | 6 | 8  | 14 | 24 | −10 |                                                   |
| 16  | Comerciantes Unidos       | 13  | 17 | 3  | 4 | 10 | 14 | 29 | −15 |                                                   |
| 17  | Universidad César Vallejo | 10  | 17 | 2  | 4 | 11 | 15 | 31 | −16 |                                                   |
| 18  | Unión Comercio            | 8   | 17 | 2  | 2 | 13 | 13 | 45 | −32 |                                                   |

### Desempenho por rodada
Clubes que lideraram o campeonato ao final de cada rodada:
|          | 1ª  | 2ª  | 3ª  | 4ª  | 5ª  | 6ª  | 7ª  | 8ª  | 9ª  | 10ª | 11ª | 12ª | 13ª | 14ª | 15ª | 16ª | 17ª |
| Clausura | UNI | MEL | ADT | MEL | ALI | ALI | UNI | ALI | ALI | ALI | UNI | UNI | UNI | UNI | UNI | UNI | UNI |

Clubes que ficaram na última posição do campeonato ao final de cada rodada:
|          | 1ª  | 2ª  | 3ª  | 4ª  | 5ª  | 6ª  | 7ª  | 8ª  | 9ª  | 10ª | 11ª | 12ª | 13ª | 14ª | 15ª | 16ª | 17ª |
| Clausura | CAM | CUS | CAM | UCO | COM | COM | COM | UCO | UCV | UCO | UCO | UCO | UCO | UCO | UCO | UCO | UCO |

### Resultados
| Mandante \ Visitante      | ADT | AAS | ALI | CAG | CAM | CIE | COM | CUS | GAR | CHA | MEL | SBA | SHU | CRI  | UCO | UCV | UNI | UTC |
| ------------------------- | --- | --- | --- | --- | --- | --- | --- | --- | --- | --- | --- | --- | --- | ---- | --- | --- | --- | --- |
| ADT                       | —   | 0–1 | —   | 1–2 | —   | —   | —   | 1–2 | —   | 2–1 | 1–1 | 1–0 | 2–1 | 3–1  | 2–0 | —   | —   | —   |
| Alianza Atlético          | —   | —   | —   | 0–0 | —   | —   | 1–0 | 1–1 | —   | 1–0 | 3–1 | 2–0 | 1–1 | 1–0  | —   | —   | 0–3 | —   |
| Alianza Lima              | 0–0 | 2–0 | —   | —   | 1–0 | 3–0 | —   | 1–2 | —   | —   | 1–1 | —   | 2–1 | —    | 1–0 | —   | —   | —   |
| Atlético Grau             | —   | —   | 1–0 | —   | —   | —   | 3–0 | —   | 2–2 | 1–1 | —   | —   | —   | 1–1  | —   | 3–1 | 1–1 | 4–0 |
| Carlos A. Mannucci        | 3–2 | 2–2 | —   | 1–1 | —   | 1–2 | —   | 4–1 | —   | —   | 1–1 | —   | 1–2 | —    | 0–0 | —   | —   | —   |
| Cienciano                 | 0–1 | 3–0 | —   | 1–0 | —   | —   | —   | 1–2 | —   | 0–0 | 3–1 | —   | 3–1 | —    | 7–0 | —   | —   | —   |
| Comerciantes Unidos       | 0–0 | —   | 1–3 | —   | 2–1 | 1–2 | —   | —   | 2–1 | —   | —   | 0–0 | —   | —    | —   | 2–0 | 0–2 | 1–1 |
| Cusco                     | —   | —   | —   | 0–1 | —   | —   | 2–1 | —   | —   | 2–1 | 0–3 | 3–1 | 3–0 | 1–1  | —   | 2–1 | 1–1 | —   |
| Deportivo Garcilaso       | 1–0 | 0–1 | 1–2 | —   | 1–0 | 1–0 | —   | 0–2 | —   | —   | —   | 2–0 | —   | —    | 3–1 | —   | —   | 1–0 |
| Los Chankas               | —   | —   | 0–1 | —   | 1–1 | —   | 2–0 | —   | 1–0 | —   | —   | —   | —   | 3–3  | —   | 2–1 | 0–0 | 1–1 |
| Melgar                    | —   | —   | —   | 0–0 | —   | —   | 3–0 | —   | 1–1 | 2–0 | —   | —   | —   | 2–0  | —   | 5–2 | 1–0 | 1–0 |
| Sport Boys                | —   | —   | 0–3 | 0–0 | 2–6 | 2–0 | —   | —   | —   | 2–1 | 0–2 | —   | 2–1 | —    | —   | —   | —   | 1–1 |
| Sport Huancayo            | —   | —   | —   | 1–3 | —   | —   | 2–2 | —   | 1–0 | 3–1 | 2–4 | —   | —   | 1–2  | —   | 1–0 | 1–1 | —   |
| Sporting Cristal          | —   | —   | 0–0 | —   | 4–0 | 5–1 | 3–0 | —   | 1–0 | —   | —   | 4–0 | —   | —    | —   | 4–1 | 2–1 | 4–0 |
| Unión Comercio            | —   | 1–2 | —   | 1–2 | —   | —   | 3–2 | 3–3 | —   | 1–2 | 2–1 | 0–2 | 0–1 | 0–12 | —   | —   | —   | —   |
| Universidad César Vallejo | 0–0 | 0–0 | 2–3 | —   | 0–2 | 2–2 | —   | —   | 0–2 | —   | —   | 2–2 | —   | —    | 1–0 | —   | —   | 2–0 |
| Universitario             | 2–1 | —   | 2–1 | —   | 6–0 | 3–1 | —   | —   | 3–1 | —   | —   | 3–0 | —   | —    | 1–0 | 1–0 | —   | 1–0 |
| UTC                       | 1–1 | 1–1 | 0–1 | —   | 2–0 | 1–2 | —   | 2–1 | —   | —   | —   | —   | 1–1 | —    | 3–1 | —   | —   | —   |

## Play-offfinal
Devido ao Universitario ter sido campeão dos torneios Apertura e Clausura, o clube foi declarado campeão da competição de 2024. Seguindo a classificação agregada final, o Sporting Cristal foi declarado vice-campeão e teve assegurada a vaga na Copa Libertadores de 2025.

## Classificação Geral
| Pos | Equipe                        | Pts | J  | V  | E  | D  | GP | GC | SG  | Classificação ou Rebaixamento               |
| --- | ----------------------------- | --- | -- | -- | -- | -- | -- | -- | --- | ------------------------------------------- |
| 1   | Universitario (C)             | 77  | 34 | 23 | 8  | 3  | 63 | 17 | +46 | Fase de grupos da Copa Libertadores de 2025 |
| 2   | Sporting Cristal              | 74  | 34 | 23 | 5  | 6  | 89 | 35 | +54 | Fase de grupos da Copa Libertadores de 2025 |
| 3   | Melgar                        | 70  | 34 | 21 | 7  | 6  | 66 | 35 | +31 | 2ª fase da Copa Libertadores de 2025        |
| 4   | Alianza Lima                  | 69  | 34 | 22 | 3  | 9  | 57 | 27 | +30 | 1ª fase da Copa Libertadores de 2025        |
| 5   | Cusco                         | 57  | 33 | 17 | 6  | 10 | 50 | 44 | +6  | 1ª fase da Copa Sul-Americana de 2025       |
| 6   | Cienciano                     | 52  | 34 | 14 | 10 | 10 | 48 | 44 | +4  | 1ª fase da Copa Sul-Americana de 2025       |
| 7   | Atlético Grau                 | 51  | 34 | 12 | 15 | 7  | 44 | 28 | +16 | 1ª fase da Copa Sul-Americana de 2025       |
| 8   | ADT                           | 51  | 34 | 14 | 9  | 11 | 47 | 40 | +7  | 1ª fase da Copa Sul-Americana de 2025       |
| 9   | Alianza Atlético              | 44  | 34 | 11 | 11 | 12 | 28 | 34 | −6  |                                             |
| 10  | Los Chankas                   | 39  | 34 | 10 | 9  | 15 | 42 | 47 | −5  |                                             |
| 11  | Sport Huancayo                | 38  | 34 | 10 | 8  | 16 | 39 | 57 | −18 |                                             |
| 12  | Deportivo Garcilaso           | 37  | 34 | 10 | 7  | 17 | 37 | 43 | −6  |                                             |
| 13  | Sport Boys                    | 35  | 34 | 9  | 8  | 17 | 32 | 51 | −19 |                                             |
| 14  | Comerciantes Unidos           | 35  | 34 | 9  | 8  | 17 | 36 | 60 | −24 |                                             |
| 15  | UTC                           | 31  | 34 | 7  | 10 | 17 | 35 | 53 | −18 |                                             |
| 16  | Carlos A. Mannucci (R)        | 31  | 34 | 7  | 10 | 17 | 34 | 64 | −30 | Rebaixados para a Liga 2 de 2025            |
| 17  | Universidad César Vallejo (R) | 30  | 34 | 6  | 12 | 16 | 34 | 55 | −21 | Rebaixados para a Liga 2 de 2025            |
| 18  | Unión Comercio (R)            | 17  | 34 | 3  | 8  | 23 | 30 | 79 | −49 | Rebaixados para a Liga 2 de 2025            |

## Premiação
| Liga 1 de 2024                      |
| ----------------------------------- |
| Universitario Campeão (28.º título) |